# Francis Hastings (2e comte de Huntingdon)

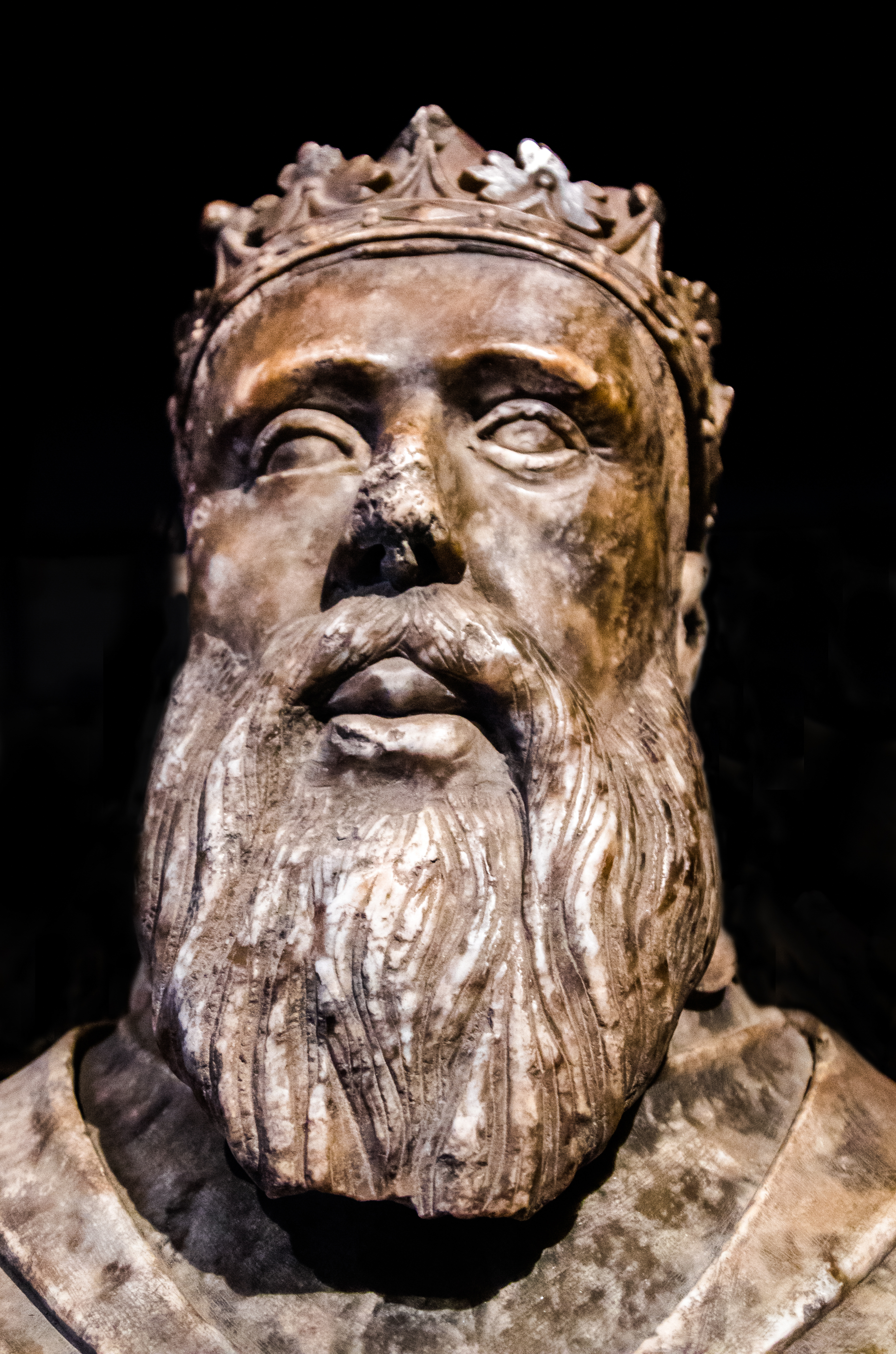
Effigie de Francis Hastings, 2e comte de Huntingdon, sur sa tombe

Francis Hastings, 2e comte de Huntingdon, (1514–20 juin 1561) est un noble anglais.

## Famille
Il est le fils aîné de George Hastings (1er comte de Huntingdon) et d'Anne Stafford, l'ex-maîtresse d'Henri VIII.
Il est le cousin germain maternels d'Henry Stafford (10e baron Stafford) et d'Henry Radclyffe (2e comte de Sussex).
Né à Ashby-de-la-Zouch, dans le Leicestershire, il est instruit par John Leland pendant sa jeunesse. Sa mère, Anne Stafford a une liaison avec Henri VIII en 1510, dont la découverte conduit son mari à l'emmener dans un couvent et son frère à quitter la cour en colère, refusant de rester sous le toit d'Henri.
Jusqu'en 1513, Anne est celle qui reçoit le deuxième cadeau du Nouvel An le plus cher d'Henry, indiquant que leur relation s'est poursuivie jusque-là. Cependant, il n'y a aucune référence contemporaine à la possibilité que François soit un fils illégitime du monarque Tudor. Son père est créé le premier comte de Huntingdon par Henri VIII d'Angleterre le 3 novembre 1529. Il reçoit l'intendance de deux abbayes en 1530.

## Mariage et enfants

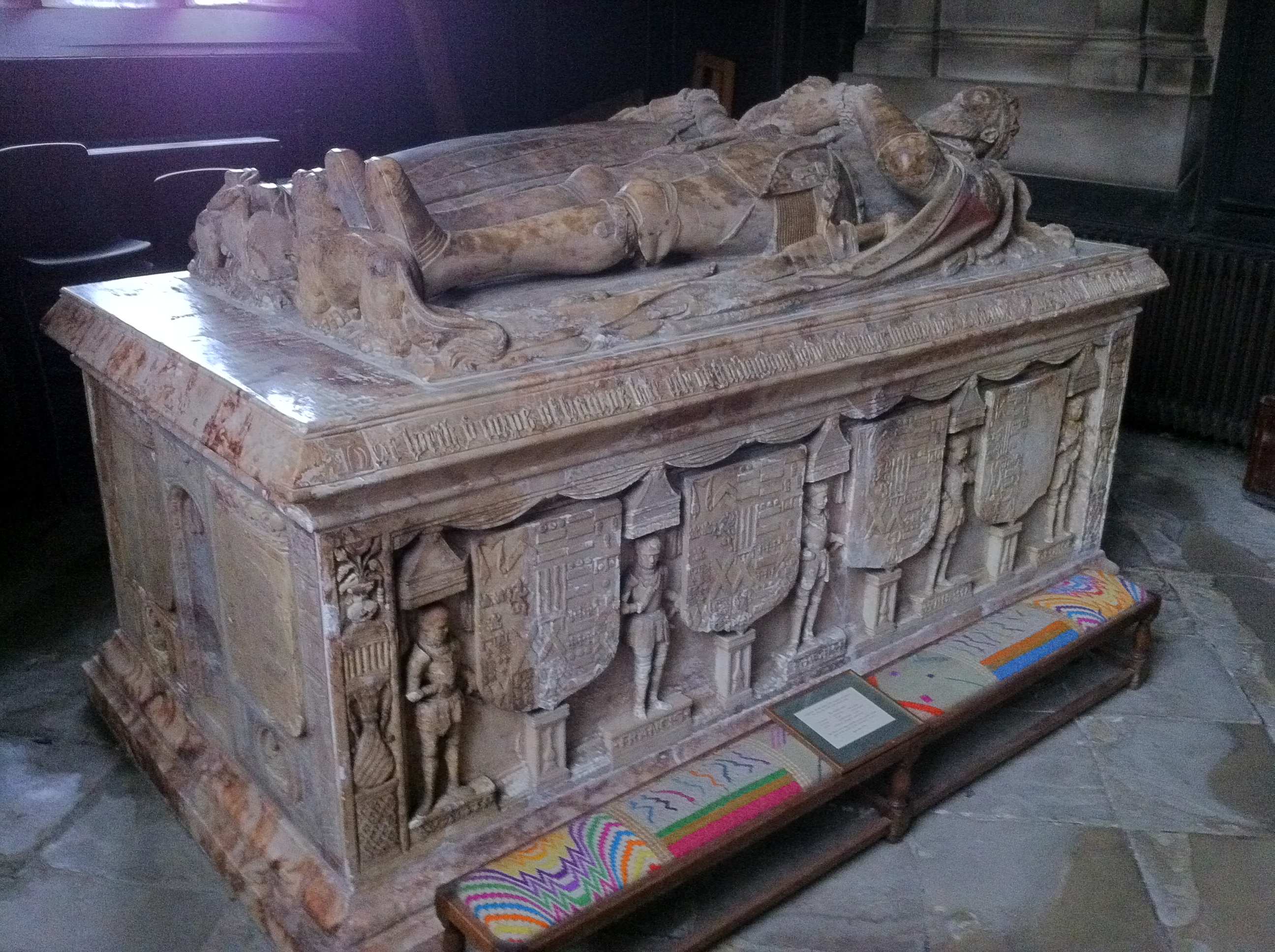
Tombe d'albâtre de Francis Hastings, 2e comte de Huntingdon dans l'église St Helen, Ashby-de-la-Zouch

François se marie avec Katherine Pole (1519–23 septembre 1576) le 25 juin 1532. Elle est la fille d'Henry Pole (1er baron Montagu) et de l'hon. Jane Neville. Henry Pole est le fils aîné de Sir Richard Pole et de Lady Margaret Pole, 8e comtesse de Salisbury, fille de Georges Plantagenêt (1er duc de Clarence) et de son épouse Isabelle Neville. Ils ont onze enfants :
- Frances Anne Hastings (1533–1574). Mariée à Henry Compton (1er baron Compton) et mère de William Compton (1er comte de Northampton).
- Henry Hastings (3e comte de Huntingdon) (1536–14 décembre 1595).
- William Hastings (né en 1537).
- George Hastings (4e comte de Huntingdon) (1540–3 décembre 1604).
- Sir Edward Hastings (1541–1603 ?). Marié à Barbara Devereux, fille de Sir William Devereux et Jane Scudamore. Son grand-père paternel est Walter Devereux (1er vicomte Hereford). Elle est l'unique héritière de son père et de son ancien mari Edward Cayce. Son héritage considérable comprend l'abbaye de Leicester. Hans Francis Hastings (12e comte de Huntingdon) et tous les comtes de Huntingdon ultérieurs descendent dans la lignée paternelle d'Edward.
- Catherine Hastings (11 août 1542–22 septembre 1576). Mariée à Henry Clinton (2e comte de Lincoln) et mère de Thomas Clinton (3e comte de Lincoln).
- Walter Hastings (1544–20 août 1616). Marié Joyce Roper.
- Elizabeth Hastings (vers 1546–24 août 1621). Mariée à Edward Somerset (4e comte de Worcester).
- Anne Hastings (née en 1548).
- Francis Hastings (vers 1550–26 septembre 1610). Marié à Maud Longford.
- Mary Hastings (née en 1552) (ru) une possible épouse d'Ivan le Terrible. L'ambassade de Russie, en 1583, pour discuter du mariage échoue.

## Carrière politique
Il semble avoir gagné quelques faveurs et est créé chevalier du bain en 1533. Son père meurt le 24 mars 1544 et Francis lui succède en tant que 2e comte de Huntingdon. Lors du couronnement d'Édouard VI d'Angleterre le 20 février 1547, Huntingdon porte le bâton de Saint-Édouard et prend une part importante au concours de joutes organisé pour célébrer l'événement.
Il est un partisan politique de John Dudley (1er duc de Northumberland) pendant le protectorat d'Edward Seymour (1er duc de Somerset). C'est lui qui conduit Somerset à la Tour de Londres pour son emprisonnement le 13 octobre 1549. Il est récompensé en étant fait chevalier de la Jarretière avant la fin de cette journée, aux côtés de George Brooke (9e baron Cobham), Thomas West (9e baron De La Warr) et William Herbert, 1er comte de Pembroke.
Le royaume d'Angleterre est à ce stade en guerre avec l'Écosse et la France, sous Marie Stuart et le roi Henri II, respectivement. Huntingdon est nommé lieutenant général de l'armée et capitaine en chef de la flotte lors d'une campagne contre Boulogne-sur-Mer. Sa plainte concernant le manque de financement et d'équipements suffisants pour sa campagne est probablement justifiée. La campagne aboutit cependant à la signature de la paix de Boulogne. Selon ses termes, toutes les réclamations anglaises sont abandonnées en échange de 400 000 couronnes. Les forces britanniques se retirent de Boulogne et toutes les hostilités cessent pendant un certain temps.
Après ce succès raisonnable pour Huntingdon, Northumberland est en mesure de le faire nommer au Conseil privé. Il accompagne Édouard VI en 1552 et Northumberland en 1553 lors de leurs voyages respectifs en territoire anglais loin de Londres. Il jouit probablement de la confiance des deux à l'époque. En 1553, Huntingdon se voit attribuer plusieurs domaines dans le Leicestershire qui étaient auparavant détenus par John Beaumont. Beaumont a été déclaré hors la loi et est alors décédé. Huntingdon permet généreusement à la veuve de Beaumont de garder leur manoir familial à Grace-Dieu où d'autres membres de cette famille résident.
Le 21 mai 1553, son fils aîné Henry épouse Katherine Dudley, la plus jeune fille de leur allié Northumberland. Huntingdon est parmi les nobles qui signent le document proclamant Lady Jane Grey héritière d’Édouard VI. Jane est mariée à Guilford Dudley, fils de Northumberland et beau-frère d'Henry Hastings. Huntingdon nourrit probablement de grands espoirs pour son fils sous le nouveau règne.
Il est parmi les partisans de Jane dans son bref règne (10-19 juillet 1553) mais ce règne se termine par une révolte en faveur de sa cousine Marie Ire d'Angleterre. Huntingdon est arrêté et incarcéré dans la Tour de Londres. Il est libéré en janvier 1554 et immédiatement chargé de localiser et d'arrêter le rebelle Henry Grey (1er duc de Suffolk), père de Jane Grey. Il réussit et conduit Suffolk à la Tour pour son incarcération. Il est présent pour l'exécution de Thomas Wyatt le Jeune (le 11 avril 1554).
Hastings est un neveu par alliance du cardinal Reginald Pole qui est un favori de Mary Ire et brièvement archevêque de Cantorbéry (1554–1558). Cette connexion lui permet d'éviter la persécution pour son protestantisme. Marie meurt en 1558 et est remplacée par la protestante Élisabeth Ire.
En 1555, il achève la construction d'un immense manoir à Stoke Poges, à quatre milles au nord du Château de Windsor .
Il meurt en 1562 et est enterré dans l'église Sainte-Hélène d'Ashby-de-la-Zouch où son monument en albâtre existe toujours dans la chapelle Hastings. Il est remplacé par son fils aîné survivant Henry deux ans plus tard.